# 大橋めりさ
大橋 めりさ（おおはし めりさ、1991年1月5日 - ）は、日本のタレント、モデル、歌手、ダンサー、女優。東京都出身。血液型はO型。アサヒプロジェクトマネジメント所属。
「ダンスボーカルユニットfine」のリーダー。

## 略歴
- 2011年アサヒプロジェクトマネジメントに所属。モデル活動を開始。
- 2012年「TSC東京渋谷コレクション」に出演　以降レギュラー出演。
- 2013年4月13日「ダンスボーカルユニットfine」のリーダーとしてステージデビュー。
- 2018年4月からfineと並行してソロ活動もスタート

## 人物
- 趣味はスターウォーズ鑑賞、ウォーキング
- 特技はダンス、水泳、一日一焼きそば[2]
- ダンスのインストラクターや振付他、モデルウォーキング・ポージング指導

## 出演

### バラエティ
- 「デイリーニュース」　J：COM11ch（2015年7月6日）
- 「DHCキレイを磨く！エクストリームBeauty」TOKYO-MX（2016年4月19日）
- 「東京オーディション（仮）」TOKYO-MX 毎週レギュラー出演（2016年5月〜8月）
- 「東京生テレビ」J：COM11ch（2017年2月11日）
- 冠番組「おかげさまで元気です！-I'm fine thank you-」TOKYO-MX2（2017年11月〜）
- 「イイコト！」テレビ神奈川 毎週水曜日レギュラー出演（2018年07～）

### 雑誌
- 「The Next Generation FASHION DESIGNERS」ギャップ・ジャパン出版書籍（2014年3月24日）
- 「週刊実話」日本ジャーナル出版（2014年6月）
- 「TopYell Fire」竹書房（2014年8月増刊号）
- 「TopYell」竹書房（2014年9月号）
- 「LIVEアイドル図鑑vol.5」オークラ出版（2014年9月12日発売）
- 「TopYell」竹書房（2014年11月号）
- 「TopYell Fire」竹書房（2014年11月増刊号）
- 「TopYell」竹書房（2015年1月号）
- 「ポポロ」麻布台出版社（2015年2月号）
- 「TopYell」竹書房（2015年3月号）
- 「JELLY」ぶんか社出版（2015年3月号）
- 「SEDA」日之出出版（2015年7月号）
- 「NYLON JAPAN」カエルム（2015年11月号）
- 「movement」（2015年11月号(表紙）)
- 「movement」（ 2015年12月号）
- 「movement」（2016年1月号）
- 「月刊MOESTA秋葉原通信」vol.14
- 「TopYell」竹書房（2016年7月号）
- 「TopYell」竹書房（2017年1月号）

### 舞台
- 「だって谷ちえ子だもん」飛鳥役（2017年12月22日、練馬文化センター大ホールこぶしホール）
- 「わが町を救え！」白井蘭役（2018年10月26日～28日、麻布区民センターホール）